# Shaken 'n' Stirred
Shaken 'n' Stirred är ett musikalbum av Robert Plant som utgavs 1985 av skivbolaget Atlantic Records underbolag Es Paranza. Albumet var Plants tredje som soloartist och på skivan återfinns hitlåten "Little by Little". Albumet har beskrivits som ett av Plants mer experimentella verk och är långt ifrån den musik han spelade in med Led Zeppelin. Musiken drar åt new wave, med mycket syntar i ljudbilden. Särskilt låten "Too Loud" sticker ut som mycket okaraktäristisk för Plant.

## Låtlista
(upphovsman inom parentes)
1. "Hip to Hoo" (Robert Plant, Robbie Blunt, Paul Martinez, Jezz Woodroffe, Richie Hayward) – 4:51
2. "Kallalou Kallalou" (Plant, Woodroffe)– 4:17
3. "Too Loud" (Plant, Blunt, Martinez, Woodroffe, Hayward) – 4:07
4. "Trouble Your Money" (Plant, Blunt, Martinez) – 4:14
5. "Pink and Black" (Plant, Blunt, Martinez, Woodroffe, Hayward) – 3:45
6. "Little by Little" (Plant, Woodroffe) – 4:43
7. "Doo Doo a Do Do" (Plant, Blunt, Martinez) – 5:09
8. "Easily Lead" (Plant, Blunt, Woodroffe) – 4:35
9. "Sixes and Sevens" (Plant, Blunt, Martinez, Woodroffe, Hayward) – 6:04

## Listplaceringar
- Billboard 200, USA: #20[1]
- UK Albums Chart, Storbritannien: #19[2]
- Nederländerna: #45[3]
- Topplistan, Sverige: #33[4]